# سلوكيات متكررة تركز على الجسم
السلوكيات المتكررة التي تركز على الجسم ( BFRB ) هي اسم شامل للتحكم في الانفعالات  السلوكيات التي تنطوي على إلحاق ضرر قهري بالمظهر الجسدي أو التسبب في إصابة جسدية.
السلوكيات المتكررة التي تركز على الجسم ( BFRBDs ) في التصنيف الدولي للأمراض - 11 قيد التطوير.
يُقدر حاليًا أن اضطرابات BFRB تقع تحت طيف الوسواس القهري .

## الأسباب
أسباب BFRBs غير معروفه.[بحاجة لمصدر]
قد يكون للمتغيرات العاطفية تأثير مختلف على التعبير عن BFRBs.
أشارت الأبحاث إلى أن الرغبة في إيذاء النفس المتكرر تشبه السلوك المتكرر الذي يركز على الجسم، لكن البعض الآخر جادل في أن الحالة بالنسبة للبعض أقرب إلى اضطراب تعاطي المخدرات. 
يبحث الباحثون عن مكون وراثي محتمل.

### البداية
غالبًا ما تبدأ BFRBs في أواخر الطفولة أو في بداية سن المراهقة.

## التشخيص

### الأنواع
اضطرابات BFRB الرئيسية هي:
- جلد
  - التسحُّج العَصبي (اضطراب كشط الجلد النفسي)
  - أكل الجلد ، قضم الجلد
- فم
  - قضم الخد، عض الخد
  - قضم الشفة الداخلية، عض الشفة الداخلية
  - قضم اللسان، عض اللسان
- الأيدي
  - قضم الظفر ، قضم الأظافر
  - اللعب بالاظافر، نتف الأظافر
- أنف
  - العبث بالأنف، نتف الأنف القهري [2]
- شعر
  - أكل الشعر ، قضم الشعر
  - هوس قص الشعر، قص الشعر
  - هوس نتف الشعر ، نتف الشعر
- عيون
  - متلازمة استخراج إفرازات العين - الوسواس القهري يدفعك على إزالة خيوط من المخاط من العين بشكل قسري

## العلاج

### العلاج النفسي
العلاج يمكن أن يتضمن العلاج بتعديل السلوك والأدوية والعلاج الأسري . المعايير الأساسية لأدلة السلوكيات المتكررة التي تركز على الجسم صارمة ومنهجية. تم عرض العلاج السلوكي الفردي على أنه علاج «قد يكون فعالًا» وقائم على الأدلة للمساعدة في عادة مص الإبهام، وربما قضم الأظافر. تم الاستشهاد بالعلاج السلوكي المعرفي كعلاج تجريبي قائم على الأدلة لعلاج هوس نتف الشعر وقضم الأظافر. وجدت مراجعة منهجية أفضل دليل على التدريب على عكس العادة والفصل . أثبتت فعالية علاج بشكل آخر وهو يركز على اليقظة والمحفزات والمكافآت فعاليته لدى بعض الأشخاص. ومع ذلك، لم يتم اعتبار ثبوت أي علاج لحل أي شكل من أشكال BFRBs.

### العلاج الدوائي
تم علاج اضطراب التسحج وهوس نتف الشعر باستخدام الإينوزيتول وأسيتيل سيستئين .

## الانتشار
تعتبر ال BFRBs من بين أكثر مجموعات الاضطرابات التي يساء فهمها وتشخيصها ومعالجتها. قد تصيب ال BFRBs شخصًا واحدًا على الأقل من بين 20 شخصًا. عُرفت هذه المجموعات من الأعراض منذ عدة سنوات، لكنها ظهرت مؤخرًا في الأدبيات الطبية على نطاق واسع. يُعتقد أن هوس نتف الشعر يؤثر وحده على 10 ملايين شخص في الولايات المتحدة.